# Parlier (Kalifornia)
Parlier – miasto w Stanach Zjednoczonych, w stanie Kalifornia, w hrabstwie Fresno. Według spisu ludności przeprowadzonego przez United States Census Bureau w roku 2010, w Parlier mieszka 9494 mieszkańców.